# ГЕС Аллатуна
ГЕС Аллатуна — гідроелектростанція у штаті Джорджія (Сполучені Штати Америки). Використовує ресурс із річки Etowah, лівого витоку Куси, котра в свою чергу є правою твірною річки Алабама, яка дренує південне завершення Аппалачів та впадає до бухти Мобіл-Бей (Мексиканська затока).
В межах проекту річки перекрили бетонною гравітаційною греблею висотою 58 метрів та довжиною 381 метр, яка потребувала 645 тис. м3 матеріалу. Разом з призначеними для закриття сідловин двома допоміжними дамами загальною довжиною 1280 метрів вона утримує водосховище з площею поверхні від 13,2 км2 до 77,7 км2 та об'ємом до 826 млн м3, з яких 347 млн м3 є корисним об'ємом для виробництва електроенергії, а ще 377 млн м3 зарезервовані на випадок протиповеневих заходів. При цьому в операційному режимі рівень може коливатись між позначками 244 та 256 метрів НРМ, тоді як під час повені зростає до 262 метрів НРМ.
Через два водоводи діаметром по 6,1 метра та один з діаметром 1,7 метра ресурс подається до пригреблевого машинного залу, обладнаного трьома турбінами типу Френсіс — двома потужністю по 40 МВт та однією з показником у 2,2 МВт. Це обладнання використовує напір від 32 до 52 метрів.
Відпрацьована вода прямує далі по сточищу до ГЕС Вейсс — верхньої у складі каскаду на Кусі.
Видача продукції відбувається по ЛЕП, розрахованій на роботу під напругою 115 кВ.